# Guido de Baisio
Guido de Baisio (také Baysio, polovina 13. století – 10. srpna 1313) byl italský kanovník a právník pocházející ze šlechtického rodu, jenž byl sdružen v procísařském seskupení nobility Ghibellinů. Do tohoto seskupení patřily například rody Este, Gonzaga, Scala apod.

## Život
Pravděpodobným místem narození Guida de Baisio je město Reggio Emilia v regionu Emilia-Romagna. Zde vystudoval práva a medicínu, když jeho hlavním školitelem byl známý italský právník Guido de Suzaria (ca. 1225-1292). V roce 1296 papež Bonifác VIII. jmenoval Baisia arcijáhnem v Bologni a kancléřem univerzity v Bologni. Tamější univerzita byla ve své době nejvěhlasnějším učením pro právníky. Přínos její právnické fakulty pro rozvoj římského práva a jeho další šíření byl neoddiskutovatelný. Baisio zde přednášel církevní právo a v Bologni dosáhl profesorského titulu.
V roce 1304, v době papežského schizmatu, byl povolán do Avignonu, kde zastával úřad arcijáhna a apoštolského kancléře a to až do své smrti. Při svém pobytu v Avignonu byl svědkem událostí vedoucích až k zániku templářského řádu v roce 1312. Procesy s templáři, nevybíravý tlak francouzského krále Filipa IV. Sličného na papežský stolec, mocenský střet s Bonifácem VIII., jenž v roce 1305 vyústil v papežovo zajetí a zvolení profrancouzského Klimenta V., to vše doprovázelo závěr jeho života. V Avignonu pokračoval i ve své právnické práci. Sestavil například komentář k „Liber sextus“ či sepsal „Tractatus Super haeresi et aliis criminibus v causa Templariorum et D. Bonifacii“.

## Dílo
Ve své práci se věnoval především dílu velkého právníka Gratiana, k jehož pracím pořizoval komentáře. Sestavoval právnické slovníky, glosáře, prováděl výklady římskoprávních ustanovení apod. Hlavním dílem je právě komentář ke Gratianovým dekretům pod názvem „Rosarium Decretorum“. Toto dílo bylo mnohokrát vydáno a velmi citované a vlivné bylo ještě v 15. – 16. století, kdy bylo tištěno a vydáno např. v letech 1472 v alsaském Štrasburku, 1477 v Římě, 1480, 1513, 1601 v Benátkách apod.